# Polymixis iatnana
Polymixis iatnana là một loài bướm đêm trong họ Noctuidae.